# Bahnhof Meguro
Der Bahnhof Meguro (jap. 目黒駅, Meguro-eki) ist ein Bahnhof in der japanischen Hauptstadt Tokio, der gemeinsam von den Bahngesellschaften JR East, Tōkyū Dentetsu, Tōkyō Metro und Toei betrieben wird. Er befindet sich im Norden des Bezirks Shinagawa, nahe der Grenze zum Bezirk Meguro, und ist ein bedeutender Knotenpunkt zwischen Eisenbahn und U-Bahn.

## Verbindungen
Meguro ist ein Zwischenbahnhof an der Yamanote-Linie von JR East. Sie verläuft ringförmig um die gesamte Tokioter Innenstadt und gehört zu den am intensivsten genutzten Bahnstrecken der Welt. Nahverkehrszüge fahren – in beiden Richtungen – tagsüber alle fünf Minuten, während der Hauptverkehrszeit alle drei bis vier Minuten. Meguro ist auch der nominelle Ausgangspunkt der Tōkyū Meguro-Linie von Tōkyū Dentetsu, die über Den’en-chōfu nach Hiyoshi am nördlichen Stadtrand von Yokohama führt. Tagsüber verkehren stündlich zwölf Züge, während der Hauptverkehrszeit 16 bis 23 Züge.
Sämtliche Züge dieser Linie werden hier zu zwei U-Bahn-Linien durchgebunden. Auf der Namboku-Linie von Tōkyō Metro fahren sie weiter bis Akabane-iwabuchi, wo sie ihrerseits auf die Strecke der Saitama Kōsoku Tetsudō nach Urawa-Misono durchgebunden werden. Auf der Mita-Linie von Toei fahren die Züge bis Nishi-Takashimadaira. Meguro ist ein bedeutender Knotenpunkt des lokalen und regionalen Busverkehrs. Es gibt zwei Busterminal auf dem westlichen und östlichen Vorplatz, die von über einem Dutzend Linien der Gesellschaften Toei Bus und Tōkyū Bus bedient werden.

## Anlage
Der Bahnhof steht im Westen des Stadtteils Kamiōsaki, der zum Bezirk Shinagawa gehört. Die Grenze zum Stadtteil Shimo-Meguro im namensgebenden Bezirk Meguro verläuft etwa 50 Meter westlich des Bahnhofsgeländes. Die Ost-West-Durchgangsstraße Meguro-dōri teilt sich in zwei nach Fahrtrichtung getrennte Teilstücke von rund 800 Metern Länge, die nördlich und südlich am Bahnhof vorbeiführen und sich beidseits wieder vereinigen. Auf der Westseite erstreckt sich das Einkaufsviertel Gonnosukezaka mit mehr als 250 Läden. In der Nähe des Bahnhofs befinden sich unter anderem der Ōtori-Schrein, der Hauptsitz von Pioneer, der Wolkenkratzer Meguro Central Square und das Tokyo Metropolitan Teien Art Museum.
Der von Norden nach Süden ausgerichtete oberirdische Teil der Anlage umfasst vier in einem Einschnitt verlaufende Gleise. Während das westliche Gleispaar keinen eigenen Bahnsteig besitzt und von hier durchfahrenden Zügen der Saikyō-Linie und der Shōnan-Shinjuku-Linie genutzt wird, liegt das von der Yamanote-Linie genutzte östliche Gleispaar an einem mit Bahnsteigtüren ausgestatteten Mittelbahnsteig. Mehrere Hochhäuser und eine kleine Gartenanlage überdecken fast den gesamten Einschnitt im Bahnhofsbereich. In den Hochhäusern sind neben Büros auch zahlreiche Läden zu finden, darunter das Atré-Kaufhaus mit über hundert Geschäften auf sechs Stockwerken. Das Erdgeschoss dient als Zugang zum JR-East-Bahnsteig, der über Treppen, Rolltreppen und Aufzüge erreichbar ist. In der zweiten Ebene unter dem westlichen Vorplatz befindet sich der gemeinsam von Tōkyū, Tōkyō Metro und Toei genutzte Tunnelbahnhof. Dieser erstreckt sich ebenfalls in Nord-Süd-Richtung und umfasst zwei Gleise an zwei mit Bahnsteigtüren ausgestatteten Seitenbahnsteigen.
Im Fiskaljahr 2019 nutzten durchschnittlich 369.480 Fahrgäste täglich den Bahnhof. Davon entfielen 113.496 auf JR East, 141.790 auf Tōkyū, 60.470 auf Tōkyō Metro und 53.724 auf Toei.

## Bilder

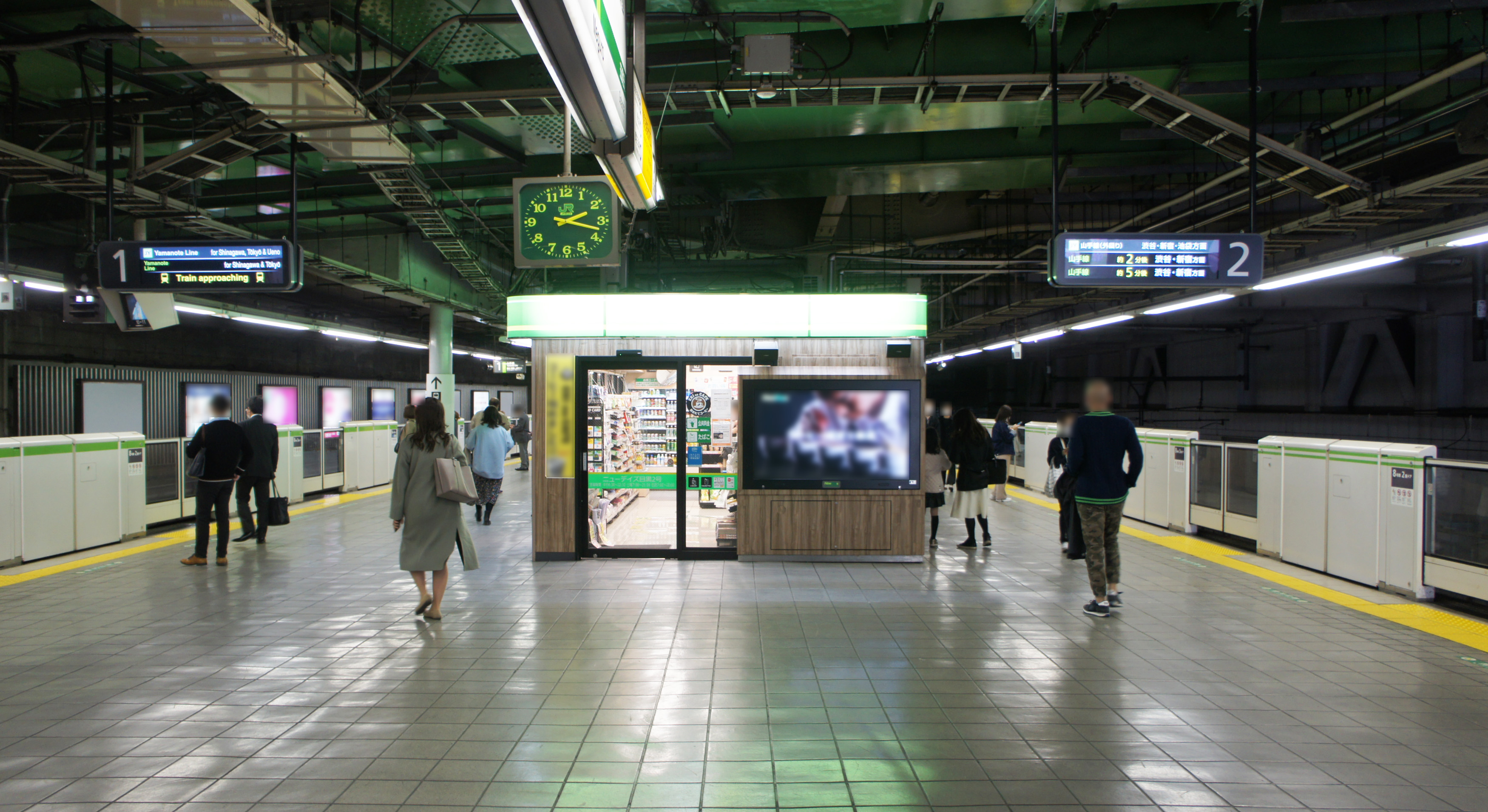
Bahnsteig der Yamanote-Linie
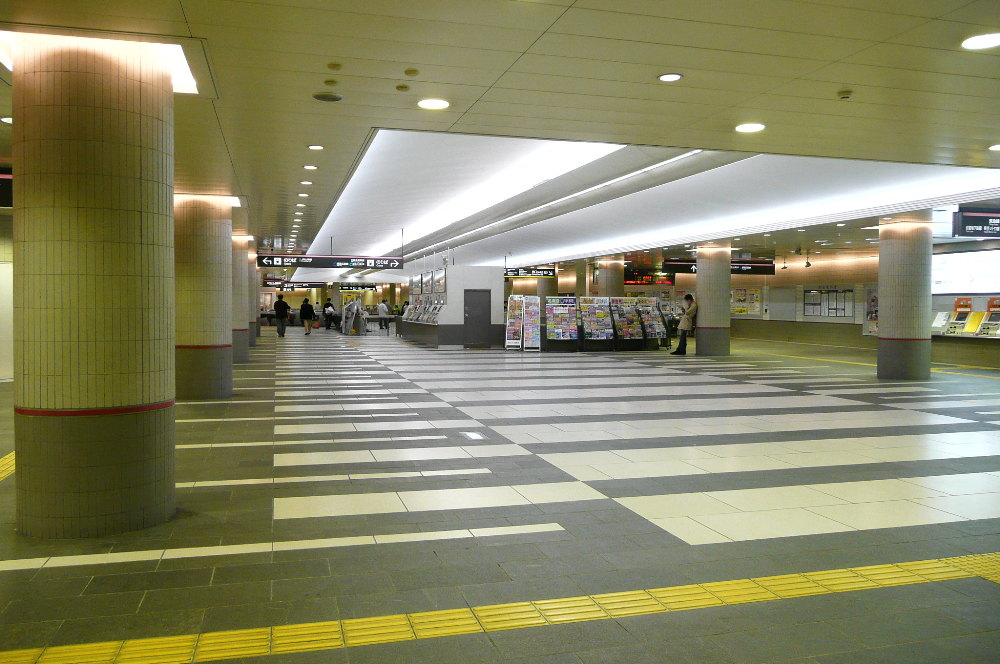
Haupthalle von JR East
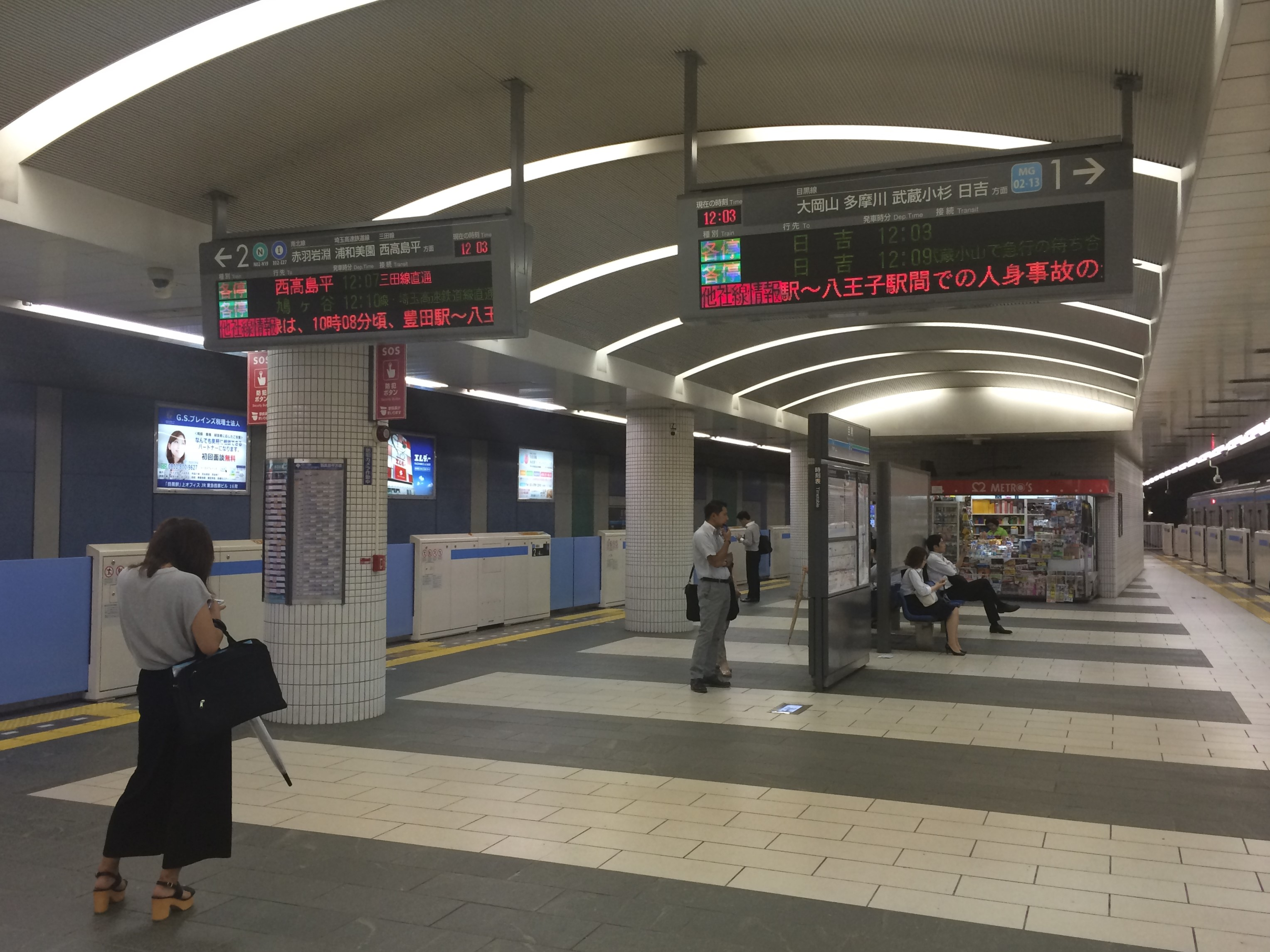
Tunnelbahnhof von Tōkyō Metro, Toei und Tōkyū

## Gleise
JR East:
| 1 | ▉ Yamanote-Linie | Shinagawa • Tokio • Ueno                |
| 2 | ▉ Yamanote-Linie | Shibuya • Shinjuku • Ikebukuro • Tabata |

Tōkyō Metro / Toei / Tōkyū:
| 1 | ▉ Meguro-Linie | Den’en-chōfu • Musashi-Kosugi • Hiyoshi           |
| 2 | Namboku-Linie  | Yotsuya • Iidabashi • Komagome • Urawa-misono     |
| 2 | Mita-Linie     | Ōtemachi • Kasuga • Sugamo • Nishi-Takashimadaira |

## Linien
| Verlauf der Yamanote-Linie |
| --- |
| Shinagawa • Ōsaki • Gotanda • Meguro • Ebisu • Shibuya • Harajuku • Yoyogi • Shinjuku • Shin-Ōkubo • Takadanobaba • Mejiro • Ikebukuro • Ōtsuka • Sugamo • Komagome • Tabata • Nishi-Nippori • Nippori • Uguisudani • Ueno • Okachimachi • Akihabara • Kanda • Tokyo • Yūrakuchō • Shimbashi • Hamamatsuchō • Tamachi • Takanawa Gateway • Shinagawa |

| Verlauf der Tōkyū Meguro-Linie |
| --- |
| Meguro • Fudō-mae • Musashi-Koyama • Nishi-Koyama • Senzoku • Ōokayama • Okusawa • Den’en-chōfu • Tamagawa • Shin-Maruko • Musashi-Kosugi • Motosumiyoshi • Hiyoshi |

## Geschichte
Am 16. März 1885 eröffnete die Nippon Tetsudō eine Strecke entlang dem damaligen westlichen Stadtrand von Tokio. Sie führte von Shinagawa nach Akabane und verband die Tōkaidō-Hauptlinie mit der Tōhoku-Hauptlinie. Eine der Zwischenstationen war von Anfang an der Bahnhof Meguro. Er befand sich nicht etwa beim namensgebenden Vorort Meguro, sondern näher zu Ōsaki. Von Anfang an besaß er keine Einrichtungen für den Güterumschlag, sondern war ein reiner Personenbahnhof. Als Folge des Eisenbahnverstaatlichungsgesetzes gelangte der Bahnhof am 1. November 1906 in die Zuständigkeit des Eisenbahnamtes, des späteren Eisenbahnministeriums. Dieses führte 1909 für die Bahnstrecke die Bezeichnung Yamanote-Linie ein.
Die private Meguro Kamata Dentetsu (1929 in der heutigen Tōkyū Dentetsu aufgegangen) eröffnete am 11. März 1923 den ersten Abschnitt der späteren Tōkyū Meguro-Linie, die von Meguro nach Numabe und acht Monate später bis Kamata reichte. 1936 baute die Tōkyū ihren Endbahnhof zu einem zweistöckigen Holz- und Mörtelbau um, der ab 1942 Züge mit drei Wagen aufnehmen konnte. Während des Zweiten Weltkriegs stark beschädigt, wurde er bis 1953 als Stahlbetonkonstruktion mit zwei oberirdischen und einer unterirdischen Ebene wiederaufgebaut. Nach einem weiteren Ausbau 1964 bot er Platz für Züge mit vier Wagen. Aus Rationalisierungsgründen stellte die Japanische Staatsbahn am 21. Februar 1984 die Gepäckaufgabe ein. Im Rahmen der Staatsbahnprivatisierung ging der Bahnhofteil an der Yamanote-Linie in den Besitz der neuen Gesellschaft JR East über.
Im April 1991 begannen die Bauarbeiten zur Verlegung des Tōkyū-Bahnhofs in einen Tunnel. Um dafür genügend Platz zu schaffen, nutzten die Züge ab April 1993 einen provisorischen Bahnhof. Am 27. Juli 1997 erfolgte die Inbetriebnahme des unterirdischen Tōkyū-Bahnhofs. Von Anfang an war geplant, dort zwei Linien der Tokioter U-Bahn durchzubinden, wobei die dazu notwendigen Arbeiten weitere drei Jahre andauerten. Die ersten durchgehenden Züge verkehrten am 26. September 2000, als die Namboku-Linie von Tameike-sannō aus und die Mita-Linie von Mita aus hierher verlängert wurden. Nach mehrjähriger Bauzeit eröffneten JR East und Tōkyū am 2. April 2002 ein gemeinsames neues Empfangsgebäude, mitsamt dem Atré-Kaufhaus.